# Stanisław Stampf’l

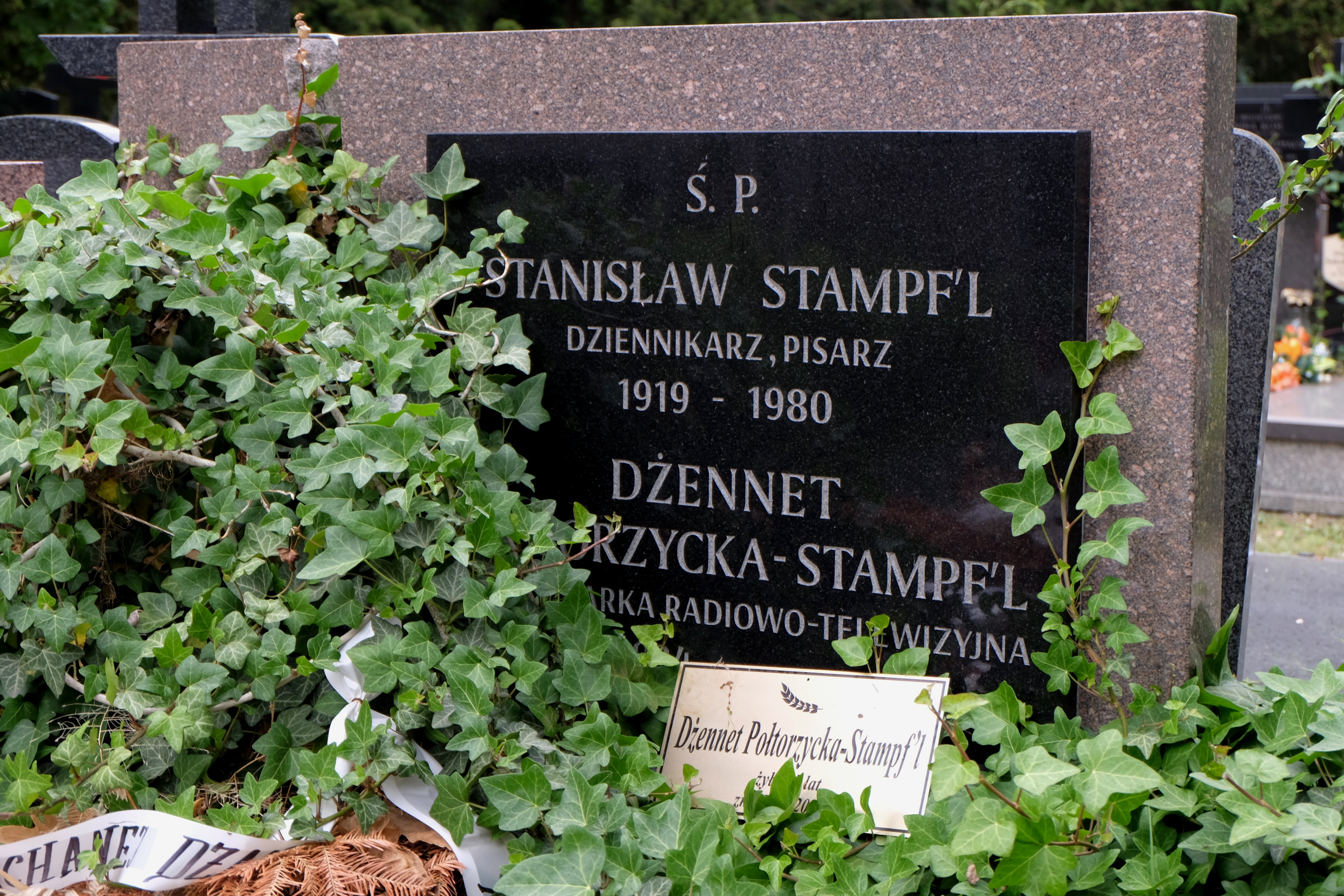
Grób Stanisława Stampf’la i Dżennet Połtorzyckiej-Stampf’l na cmentarzu Wojskowym na Powązkach w Warszawie

Stanisław Marian Stampf’l (ur. 10 października 1919 we Lwowie, zm. 26 marca 1980 w Warszawie) – polski dziennikarz, literat, twórca słuchowisk radiowych.

## Życiorys
Wywodził się z rodziny o korzeniach szkockich. Urodził się we Lwowie, w rodzinie Mariana (1881–1940), pułkownika audytora Wojska Polskiego, i Stanisławy z domu Stelzer. Uczył się w IV Gimnazjum im. Jana Długosza we Lwowie. Tuż przed II wojną światową ukończył Wołyńską Szkołę Podchorążych Rezerwy Artylerii we Włodzimierzu Wołyńskim i został przydzielony do 5 Pułku Artylerii Lekkiej we Lwowie. W szeregach tego pułku w stopniu ogniomistrza podchorążego walczył w obronie Warszawy . Ciężko ranny na barykadzie na Powązkach dostał się do niemieckiej niewoli. Z obozu jenieckiego, Oflagu IV A Hohnstein zwolniono go po paru miesiącach w grupie kilkuset równie ciężko rannych żołnierzy. Następne kilka miesięcy spędził w warszawskim szpitalu na Oczki.
Jego ojciec został zamordowany w ramach zbrodni katyńskiej na Ukrainie, matka została wywieziona na teren Kazachstanu, nie dożyła końca wojny. Do rodzinnego Lwowa wrócił w 1941, wstąpił do AK (ps. „Gryf”). Rozpoczął studia polonistyczne na kompletach tajnego Uniwersytetu Jana Kazimierza we Lwowie. Zagrożony przez Niemców przeniósł się do Zakopanego. Po wyzwoleniu służył w 1945–1947 w Ludowym Wojsku Polskim, początkowo jako oficer liniowy (pełnił służbę w okolicach Berlina), a następnie kierownik Domu Żołnierza „Awangarda” w Toruniu. W 1946 został członkiem Polskiej Partii Socjalistycznej, od 1948 należał do Polskiej Zjednoczonej Partii Robotniczej. W latach 1947–1948 był sekretarzem literackim Teatru Ziemi Pomorskiej w Toruniu. W latach 1948–1952 pełnił funkcję kierownika działu literackiego rozgłośni Polskiego Radia w Bydgoszczy. W 1949 został członkiem Związku Zawodowego Dziennikarzy RP (od 1951 Stowarzyszenie Dziennikarzy Polskich). W 1952 ukończył filologię polską na Uniwersytecie Mikołaja Kopernika w Toruniu, uzyskując dyplom ukończenia studiów I stopnia. Od 1952 pracował w Polskim Radiu w Warszawie kolejno jako zastępca redaktora naczelnego w Rozgłośni Warszawskiej (do 1956), redaktor odpowiedzialny działu literackiego w Zespole Programu Krajowego Polskiego Radia. W latach 1958–1960 pełnił funkcję konsultanta do spraw słuchowisk. W 1960 objął stanowisko dyrektora programowego w Zespole Programu Krajowego Polskiego Radia, a w latach 1966–1969 był dyrektorem programowym w Zespole Programu Telewizyjnego. Był inicjatorem utworzenia Programu III Polskiego Radia (Stampf’lowi przypisuje się przekonanie Włodzimierza Sokorskiego lub Władysława Gomułki do stworzenia Programu III Polskiego Radia) oraz zorganizowania w 1963 Festiwalu Piosenki Polskiej w Opolu. W 1963 został członkiem Związku Literatów Polskich, a w 1968 Międzynarodowego Klubu Teatralnego. W latach 1968–1971 był redaktorem naczelnym miesięcznika „Dialog”. W 1971 powrócił do pracy w Komitecie do Spraw Radia i Telewizji, gdzie pełnił funkcję dyrektora programowego Zespołu Programu Krajowego Polskiego Radia (do 1972), a następnie kierownika Naczelnej Redakcji II Programu Telewizji Polskiej. Od maja 1974 był doradcą ds. programowych przewodniczącego Komitetu do Spraw Radia i Telewizji. W 1975 został przewodniczącym Komisji Informacji Polskiego Komitetu Organizacji Narodów Zjednoczonych do Spraw Oświaty, Nauki i Kultury (UNESCO).
Debiutował w 1947 felietonami teatralnymi w krakowskich „Listach z Teatru”, pisał słuchowiska radiowe, był jednym z pomysłodawców i współautorem (wraz z Jerzym Janickim i Władysławem Żesławskim) słuchowiska radiowego Matysiakowie. Tłumaczył i adaptował dla młodzieży tak znane książki jak Przypadki Robinsona Kruzoe i Chata wuja Toma.
Dwukrotnie żonaty. Z pierwszą żoną, Wandą Błoch (1904–1993), miał córkę Aleksandrę Stampf’l-Kedaj (1942–2020), dziennikarkę i korespondentkę „Życia Warszawy” w Rzymie, matkę Hanny Lis. Drugą żoną, od 1960 była Dżennet Połtorzycka-Stampf’l, dziennikarka.
Zmarł w Warszawie, pochowany na cmentarzu Wojskowym na Powązkach (A34-2-8).

## Twórczość
- 1959: Nie ma nieznanych wysp
- 1972: Kordian i Cham – scenariusz
- 1974: Szósty dzień stworzenia
- 1976: Kundel

## Ordery i odznaczenia
- Order Sztandaru Pracy I klasy (1979)
- Order Sztandaru Pracy II klasy (1964)
- Złoty Krzyż Zasługi (1954)[10]
- Medal 10-lecia Polski Ludowej (1955)[11]
- Odznaka „Zasłużony Działacz Kultury” (1973)
- Złota Odznaka honorowa „Za Zasługi dla Warszawy” (1966)

Źródło:.

## Nagrody
- Nagroda Radia i Telewizji (zespołowa) za powieść radiową Matysiakowie (dla autora) (1958)
- I nagroda w Konkursie Komitetu do Spraw Radiofonii i Związku Literatów Polskich na widowisko teatru telewizji - Nie ma nieznanych wysp (1959)
- II nagroda w konkursie Polskiego Radia na współczesny dramat radiowy, za słuchowisko Wilscy i inni (1963)
- I nagroda w konkursie Programu III Polskiego Radia za utwór dramatyczny Kundel (1975)
- nagroda Komitetu do Spraw Radia i Telewizji za twórczość w dziedzinie radia i telewizji - powieść radową Matysiakowie (1976)
- nagroda przewodniczącego Komitetu do Spraw Radia i Telewizji za przygotowanie, zorganizowanie i wprowadzenie w życie programu kształcenia kadr dziennikarskich dla radia i telewizji na Uniwersytecie Śląskim w Katowicach (1978)

Źródło:.